# Ruanda en los Juegos Olímpicos de Sídney 2000
Ruanda estuvo representada en los Juegos Olímpicos de Sídney 2000 por cinco deportistas, tres hombres y dos mujeres, que compitieron en dos deportes.
El equipo olímpico ruandés no obtuvo ninguna medalla en estos Juegos.